# Sony Xperia 1 IV
Sony Xperia IV — смартфон на базі Android, вироблений Sony. Розроблений як новий флагман серії Xperia від Sony, він був анонсований разом з середнім класом Xperia 10 IV 11 травня 2022 року.  Телефон має вийти 1 вересня 2022 року в США, і буде коштувати $1600, що більше ніж попередник. Офіційного виходу в Україні не буде.

## Комплект поставки
Компанія, слідом за Apple Inc. і Samsung відмовилася від постачання разом із телефоном зарядного пристрою, до комплектації смартфону входить лише інструкція. Сама коробка, як заявляє виробник, виготовлена з паперу, а дизайн ідентичний Xperia 1. 

## Дизайн
Xperia 1 IV вдосконалює дизайн свого попередника Xperia 1 III, який своєю чергою майже не змінився ще від II. Про це було відомо, але не підтверджено ще з витоку рендера 28 лютого. Як і попередник він повністю матовий, у всіх кольорах. Телефон має захист Corning Gorilla Glass Victus на передній панелі та цього покоління ще й на задній, а також сертифікати водонепроникності IP65 та IP68. Конструкція має пару симетричних рамок у верхній і нижній частині, де розміщені фронтальні подвійні стереодинаміки, передня камера та різні датчики, включаючи й світлодіодний індикатор. Ліва сторона пристрою, пуста, лоток для SIM-карти та слот для карти microSD, перемістилися на нижній бік, де він є разом із роз'ємом USB Type-C і мікрофоном. Права, залишилася такою ж, із сканером відбитків пальців, вбудований у кнопку живлення, гойдалка гучності, і двоступеневою кнопкою спуску затвора камери, але сканер став трохи більшим. Верхня сторона має 3,5 мм роз'єм і ще один мікрофон. Задні камери розташовані вертикальною смужкою, зверху, з лівого боку як і його попередники. Над смужкою є світлодіодний спалах і RGB датчик, для покращення балансу білого при зніманні. Телефон був доступний у трьох кольорах: чорному, білому та фіолетовому, останній доступний лише через онлайн магазин Sony.

## Технічні характеристики
Xperia 1 IV має 4 нм (4LPE) SoC Qualcomm Snapdragon 8 Gen 1 і графічний процесор Adreno 730, а також 12 ГБ оперативної пам’яті стандарту LPDDR5, 256 ГБ пам’яті, або 512, залежно від ринку (яке можна розширити до 1 ТБ за допомогою роз'єм для карт microSD) і один/подвійний гібридний слот для nano-SIM-карти так само залежно від регіону. Телефон оснащений таким же 21:9, CinemaWide 4K HDR 10-бітовим OLED-дисплеєм 120 Гц в смартфоні, але в IV поколінні за заявою виробника його зробили яскравіше на 50%. Він має більший акумулятор ємністю 5000 мА·г і підтримує швидку зарядку 30 Вт разом із бездротовою зарядкою Qi з підтримкою зворотного бездротового заряджання. Телефон має передні подвійні стереодинаміки з підтримкою 360 Reality Audio, де тепер були переписані драйвера, щоби динаміки були гучніші.

#### Камера
Телефон має вдосконалену потрійну камеру із 1 III. Тобто ті ж 12 Мп, але з новими модулями і оптиками для телеоб'єктива і надширококутного об'єктива. Задні камери включають основний об’єктив Sony Exmor RS IMX557 (24 мм f/1,7), надширококутний об’єктив IMX563 (16 мм f/2,2) і 0,3 Мп IMX316 глибинний 3D-датчик iToF. Головною особливістю цього смартфона, є телеоб'єктив у якого з'явилося безперервне масштабування. Оскільки перископ, залишився ще від попередника, діапазон збільшення починається від 85 мм до 12 мм, без використання цифрового зуму. Всі вони мають антивідблискове покриття ZEISS T✻ (T-Star). Телефон як і попередник підтримує запис відео 4K зі швидкістю до 120 FPS і 2K зі швидкістю до 120 FPS. Цифровий зум не змінився, все ще досягати еквівалента 300 мм. Покращена і функція «Відстеження в реальному часі», яка дозволяє користувачам натискати на об'єкт, і телефон постійно відстежує його, ніколи не втрачаючи фокусу на ньому. Передня камера також отримала оновили, тепер там сенсор Sony IMX316 вже на 12 Мп і здатна знімати 4K HDR відео зі швидкістю до 30 FPS.

### Програмне забезпечення
Смартфон із коробки постачається на Android 12 разом із власною оболонкою Xperia UI, яка мало чим відрізняється від звичайного Android. З нових функцій які появилися саме в оболонці є Multi-window, він викликається коли увімкнений список запущених програм, або через Side Sense. По суті, дозволяє відкривати два програми, одночасно, розділивши екран навпіл. Якщо увімкнені нижні кнопки на панелі, то в цьому режимі, справа буде кнопка зміни програми. Але на відмінно від стандартного Android, Multi-window може запам'ятати 3 пари раніше запущених програм, одночасно. Як і у звичайній ОС, розділювати програми можна не тільки за пропорцією 50:50, але і в довільній.
Інша функція, яка оновлюється ще від XZ3, Side Sense. Основний функціонал і інтерфейс, зберіг, але було і додано віджет, для керування програмою для навушників Sony. Також появилася опція відкриття пари програм 21:9, але на них не розповсюджується зберігання раніше відкритих 3 пар. Як і в конкурентів, Sony також має програмний пакет, для покращення досвіду в іграх Sony Game Enhancer. Присутня як окрема програма, так і віджет, який накладається на запущену гру. За допомогою нього можна заблокувати частоту екрана від 40 до 240 Гц (якщо гра підтримує), вимкнути сповіщення, щоби не турбували під час ігрового процесу, налаштувати мікшер. 
Зі стандартних програм власним є лише музика, галерея і менеджер файлів; є стандартні програми від Google. Оскільки однією з головних особливістей смартфона є камера, для розкриття можливостей у смартфоні завантажили 3 програми: «Photo Pro», розробленим відділом камер Sony Alpha, «Cinema Pro», розробленим кінематографічним підрозділом Sony CineAlta, і «Video Pro». Оновлюватися смартфон буде протягом 3 років.